# FAW Weizhi V2
La FAW Weizhi V2 (天津一汽-威志V2) ou FAW Vizi V2 est une berline compacte produite par FAW Group sous la marque FAW Tianjin. Une version berline était également prévue, mais n'a jamais été produite à la suite de l'arrêt de la marque.

## Description

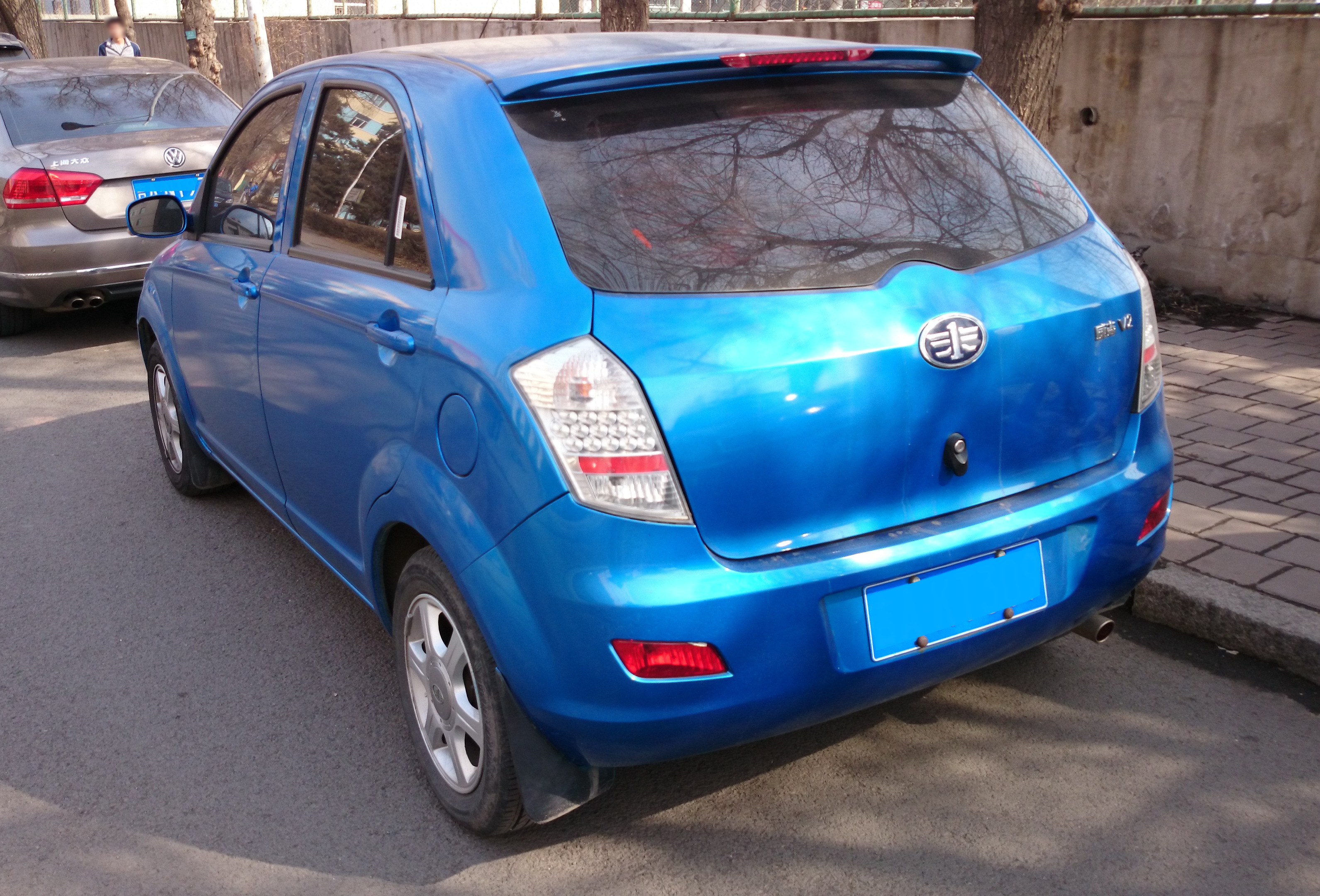
FAW V2, vue arrière.

Le FAW Weizhi V2 est basé sur le concept FAW V1 présenté lors du Salon de l'automobile de Pékin 2008. La version de production du Weizhi V2 a été lancée lors du Salon de l'automobile de Chengdu 2010, le 17 septembre 2010. Elle est produite dans l'usine Tianjin-FAW à Tianjin Par la suite, elle sera aussi produite à Karachi, au Pakistan.
Le moteur du Weizhi V2 est un 1,3 L développant 91 ch accouplé à une boîte automatique à cinq rapports ou à une boîte manuelle à cinq rapports. Les prix du Weizhi V2 vont de 47 900 à 53 900 yuans.
Une version « cross » appelée « FAW Weizhi V2 Cross » a été lancée en novembre 2011 avec des pare-chocs en plastique, des barres de toit et une garde au sol accrue. Le prix de la Weizhi V2 Cross démarre à 43 900 yuans avec la version à boîte manuelle à cinq vitesses et va jusqu'à 49 900 yuans pour la version à boîte automatique à cinq vitesses. La Weizhi V2 Cross dispose d'un moteur de 1,3 L de 91 ch et 120 N m de couple,.